# Hessisches Landesmuseum Darmstadt

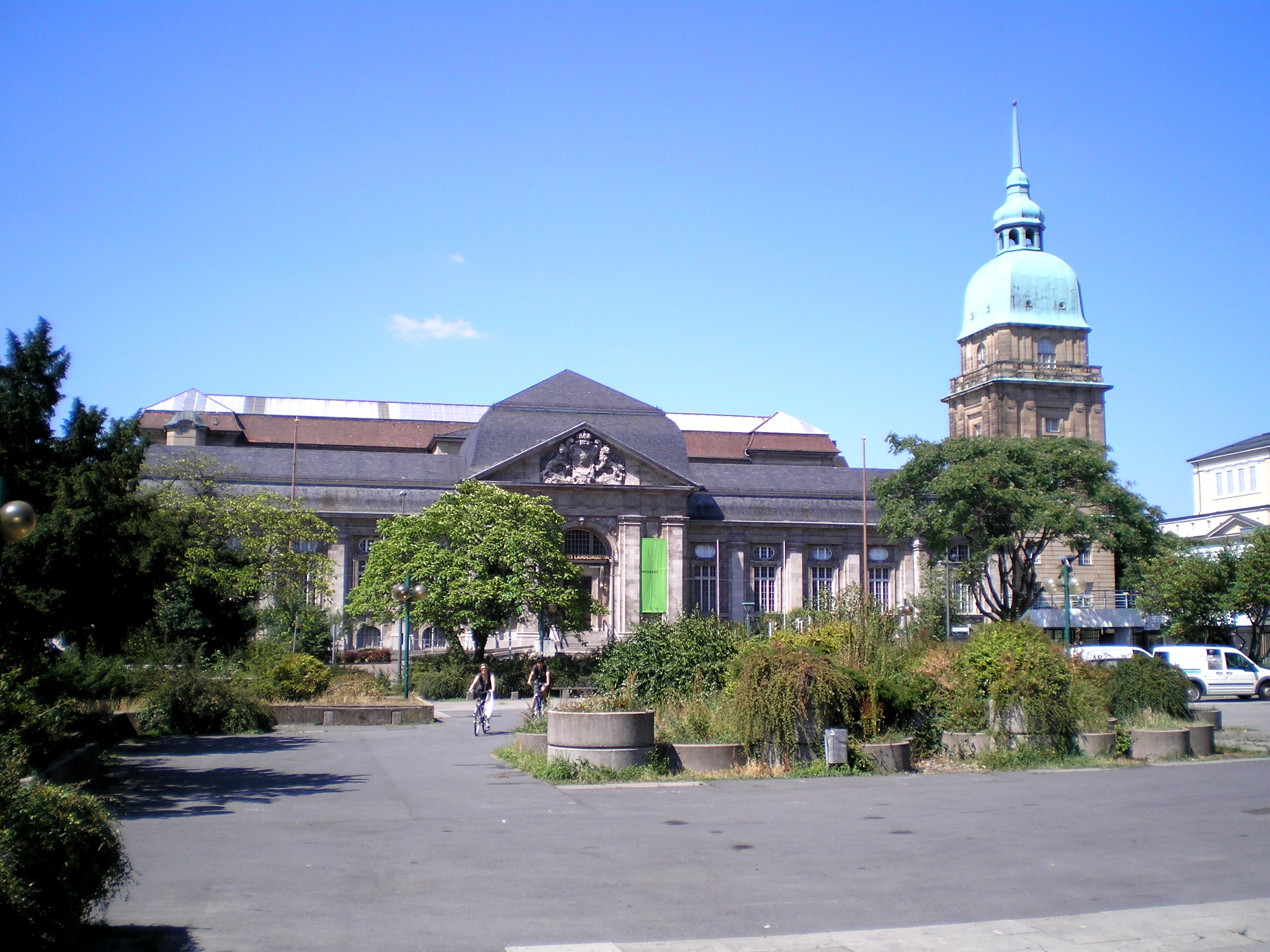
Hessisches Landesmuseum Darmstadt, het gebouw

Het Hessisches Landesmuseum Darmstadt is een museum in het centrum van Darmstadt.
Het veelzijdige museum heeft onder meer collecties naturalia, instrumenten, prenten, schilderijen en toegepaste kunst. Een hoogtepunt van de verzameling hedendaagse kunst is, in zeven ruimtes van het museum, de installatie van tekeningen en plastische objecten in vitrines ingericht door Joseph Beuys: Block Beuys.
In 1963 kocht het museum een aanzienlijke verzameling sieraden van Karel Citroen, met werk van onder meer Georges Fouquet, René Lalique en Philippe Wolfers. Bekend is ook de grote collectie van bijna 300 vroege werken van Joseph Beuys, die onder de titel Block Beuys, een vaste plaats heeft in het museum. Ook van Beuys' leerling Imi Knoebel bezit het museum enkele grotere werken.
De geschiedenis van de collectie van het museum gaat terug tot 1820, toen Lodewijk I van Hessen-Darmstadt een omvangrijke verzameling kunst en naturalia schonk aan de overheid. Het huidige gebouw werd rond 1900 ontworpen door Alfred Messel en geopend in 1906. Voor een grootschalige renovatie en verbouwing werd het museum in 2007 voor het publiek gesloten. De heropening vond plaats op 13 september 2014.